# George Hammond (dyplomata)

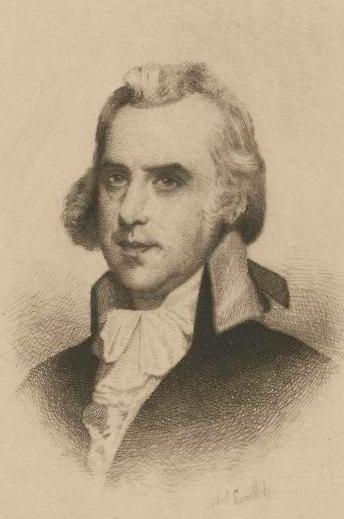
George Hammond

George Hammond (ur. 1763, zm. 1853) – brytyjski dyplomata. Pierwszy (od 1791) brytyjski wysłannik dyplomatyczny do USA.
Jego ojcem był William Hammond z Yorkshire. Uczył się w Merton College w Oksfordzie. W 1783 wyjechał do Paryża, jako sekretarz negocjatora pokojowego Davida Hartleya Młodszego. 
W roku 1791 został pierwszym wysłannikiem W. Brytanii do USA. Jego siedziba była ówczesna stolica Filadelfia. W 1793 poślubił miejscową kobietę Margaret Allen. Hammondowie musieli opuścić Amerykę, z powodu niepopularności traktatu jaki John Jay (1794 - Traktat Jaya) zawarł z Brytyjczykami. 
W reprezentowaniu interesów Jerzego III wspomagał go inny dyplomata brytyjski Sir Edward Thornton (senior) (1766-1852); w USA w latach 1791-1803.
Hammond do końca życia pracował w Foreign Office. Osiedlił się w Donnigton (Berkshire) w 1809, lecz zmarł w swym londyńskim domu (22 Portland Place) w 1853. 
Jego synem był dyplomata Edmond Hammond, 1. baron Hammond of Kirk Ella.